# Ankober
Ankober, cunoscut în trecut ca Ankobar, este un oraș din Etiopia.